# ایستگاه راه‌آهن ویلیاندی
ایستگاه راه‌آهن ویلیاندی (استونیایی: Viljandi raudteejaam) یک ایستگاه در شهر ویلیاندی، استونی است که در سال ۱۸۹۷ میلادی تاسیس شده است. خط راه‌آهن این ایستگاه در ابتدا فقط به شهر مویساکولا متصل بود اما در سال ۱۹۰۱ به شهر تالین ادامه پیدا کرد.

## نگارخانه

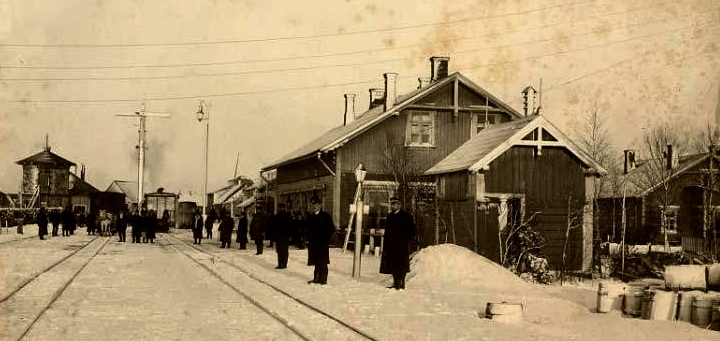
۱۹۰۵
۱۹۱۰
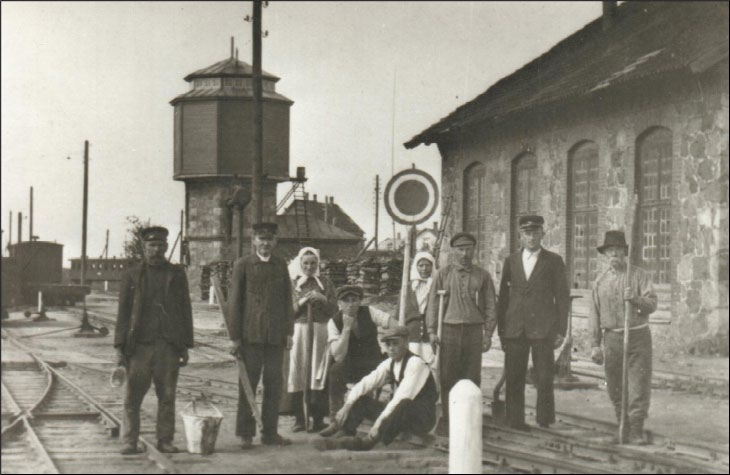
اوایل قرن بیستم
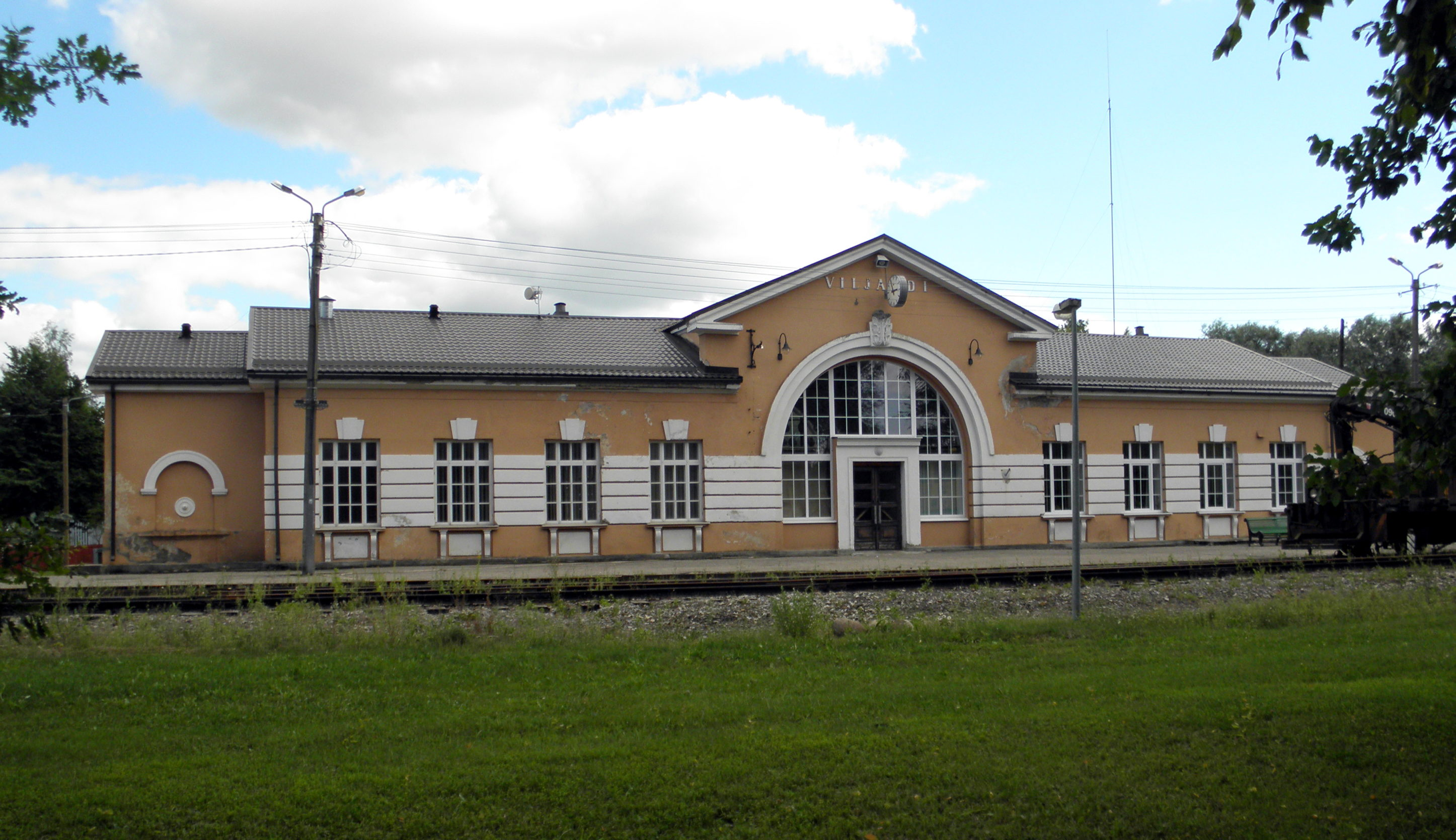
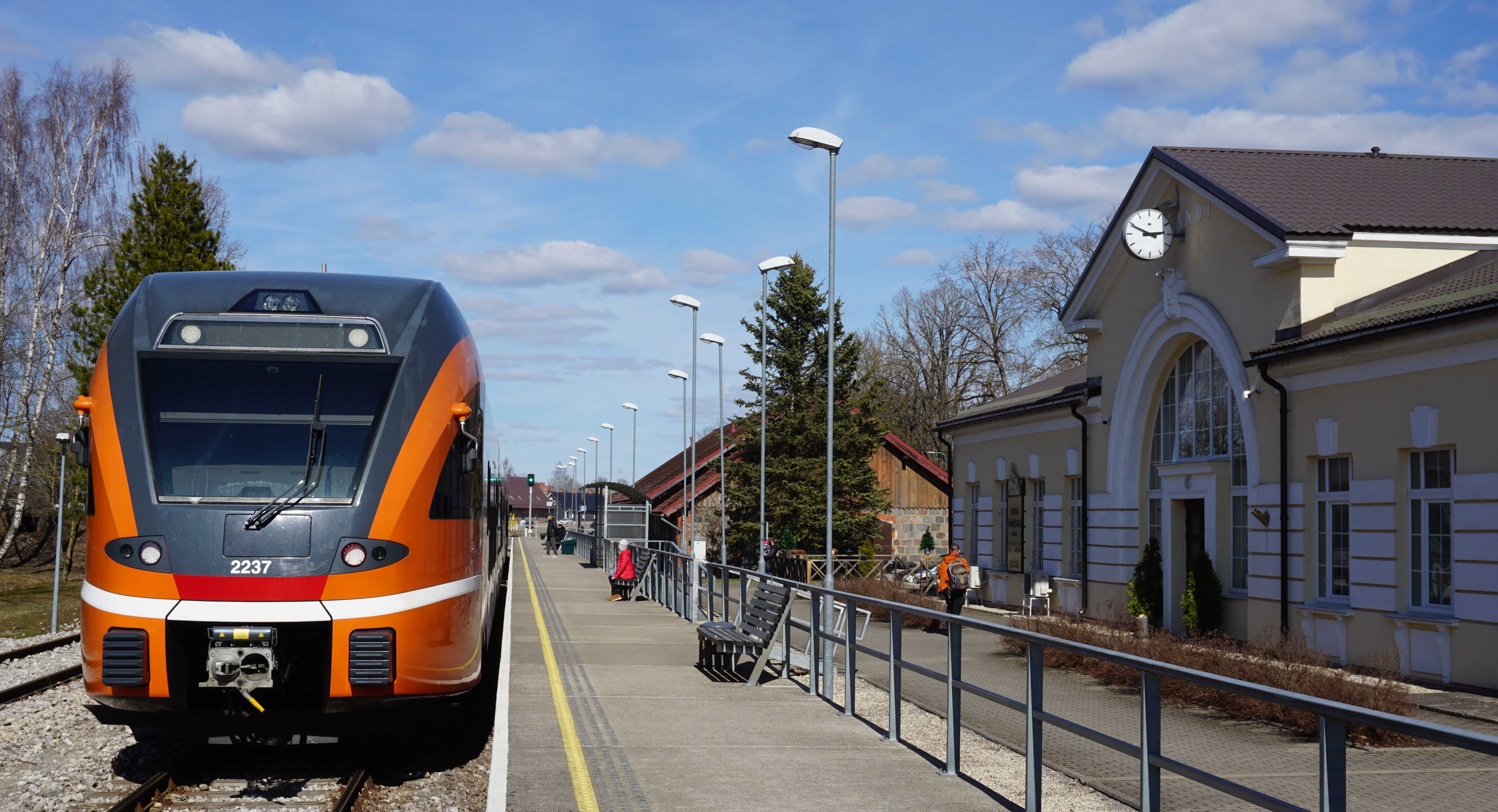
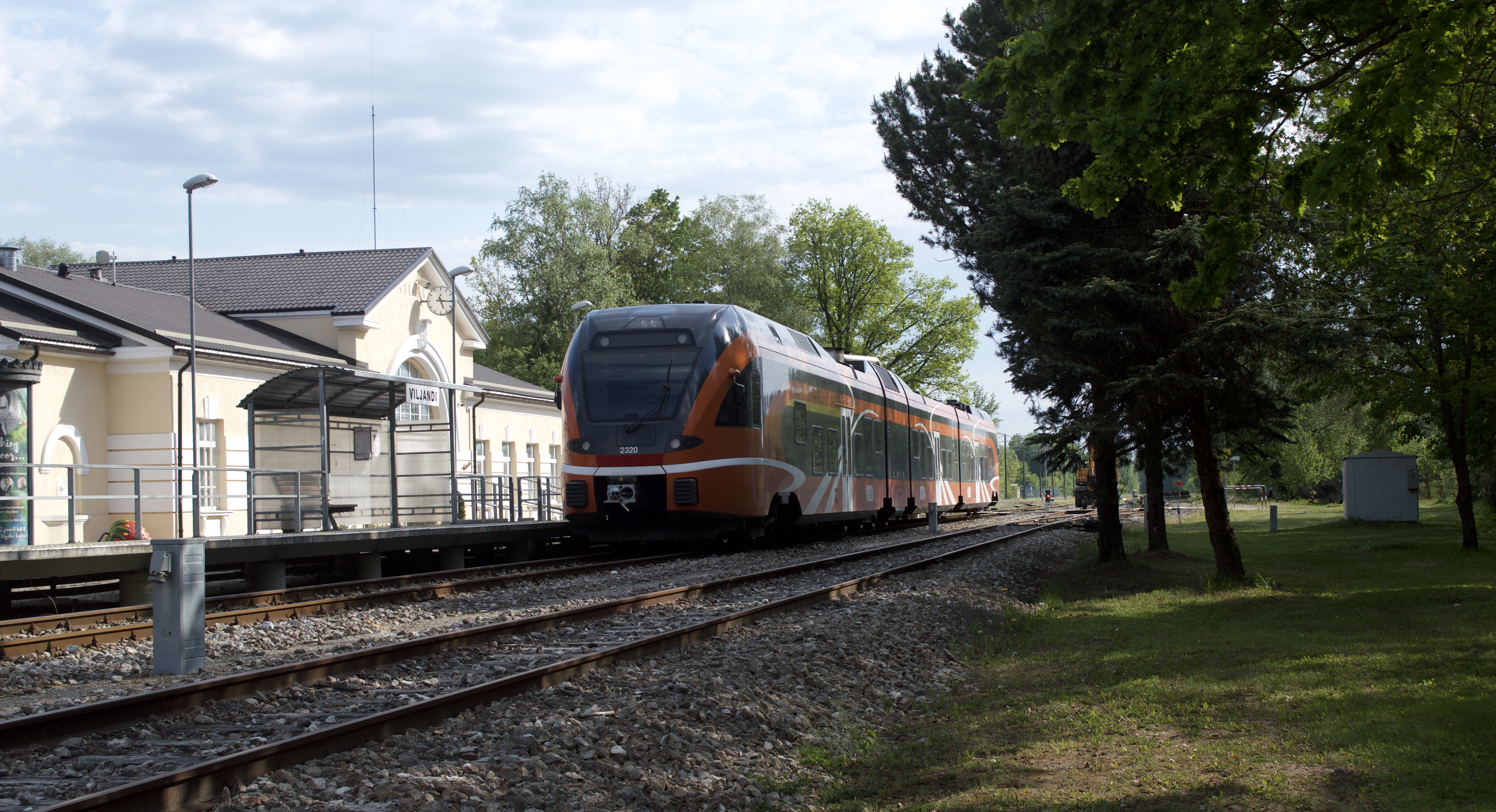
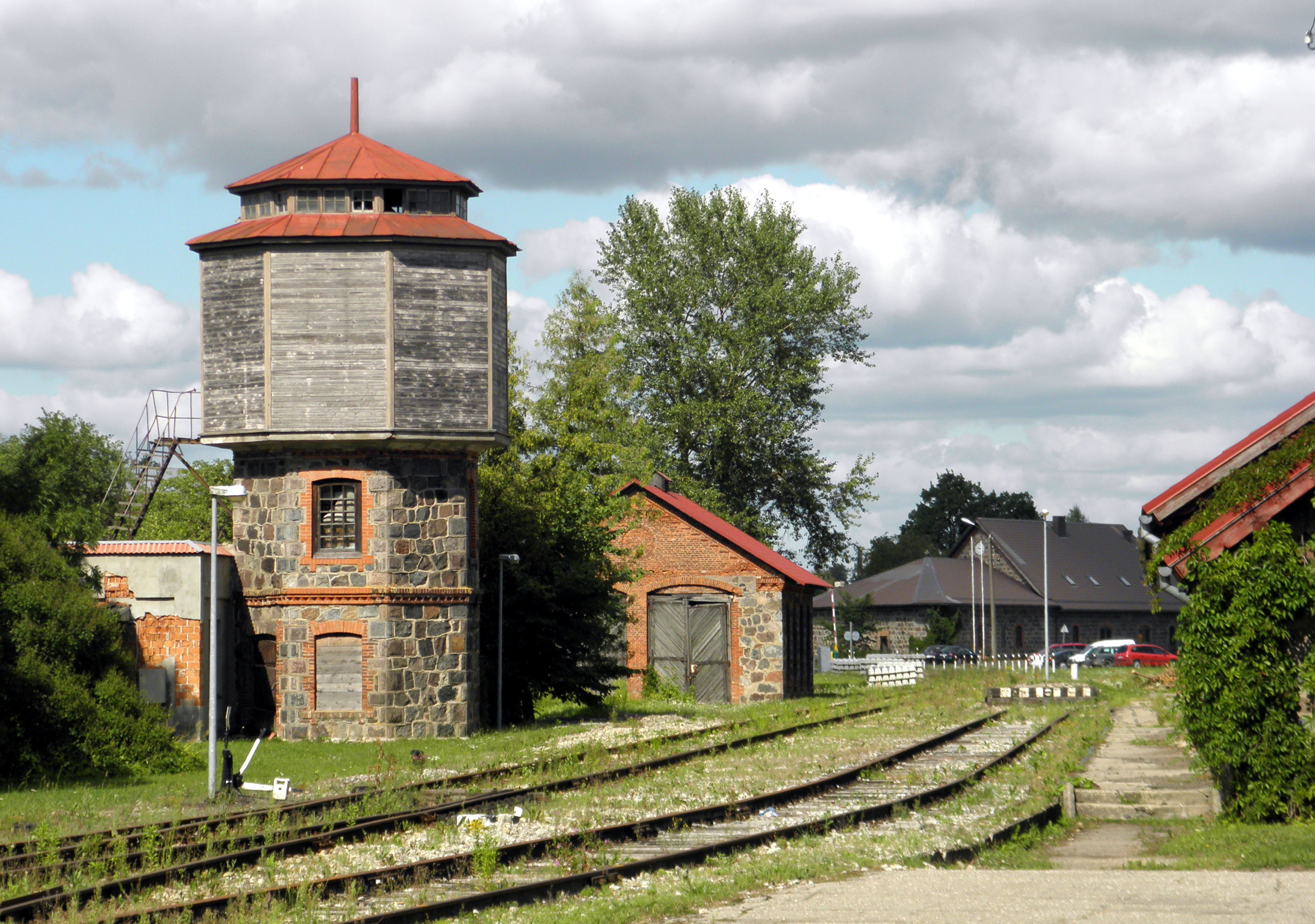
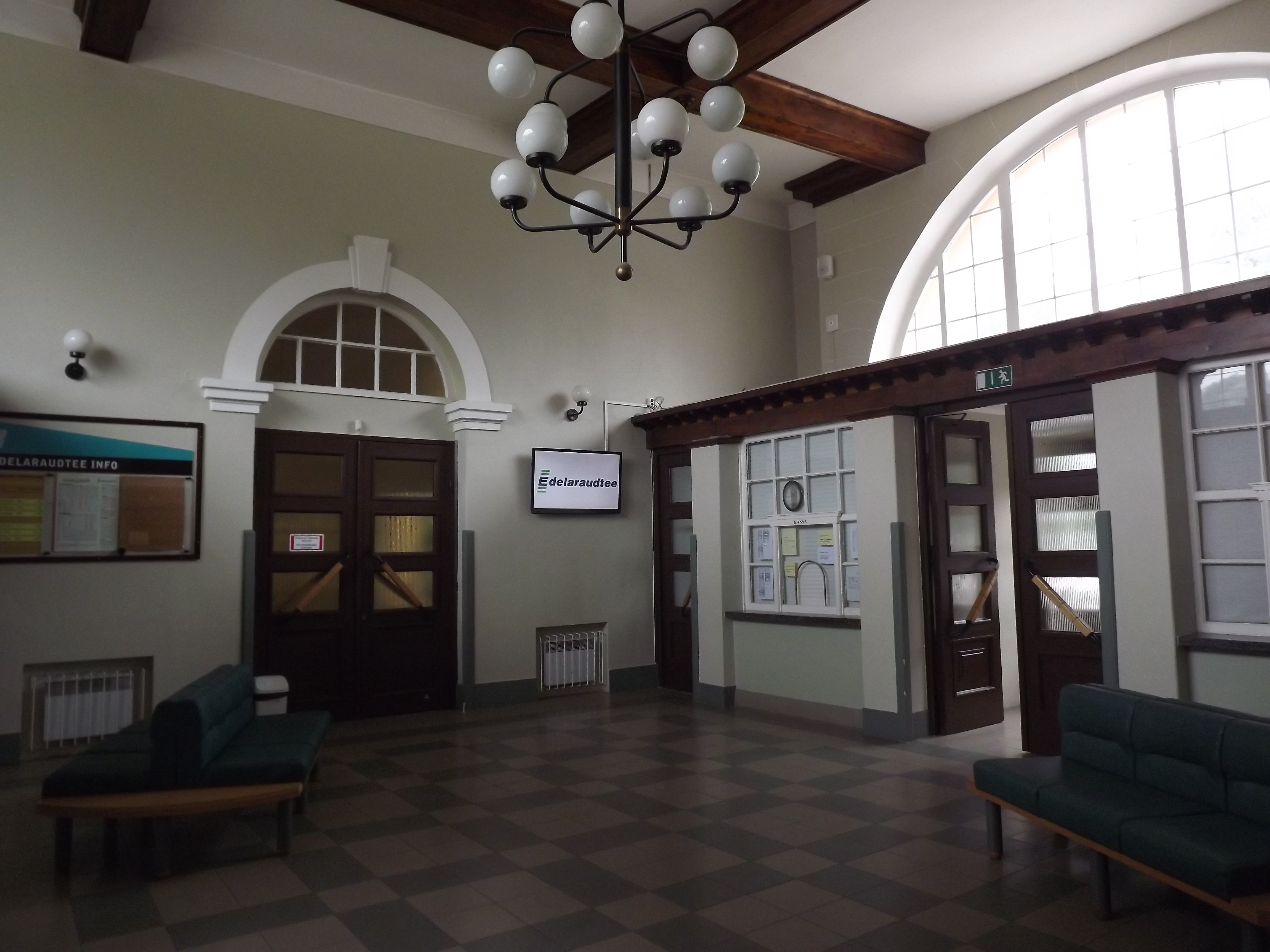